# Hot (álbum de James Brown)
Hot é o 45º álbum de estúdio do músico americano James Brown. O álbum foi lançado em 1º de janeiro de, 1976 pela Polydor Records.

## Faixas
| N.º | Título                                          | Duração |  |
| 1.  | "Hot (I Need to Be Loved, Loved, Loved, Loved)" | 5:56    |  |
| 2.  | "So Long"                                       | 3:20    |  |
| 3.  | "(I Love You) For Sentimental Reasons"          | 3:48    |  |
| 4.  | "Try Me"                                        | 5:41    |  |
| 5.  | "The Future Shock of the World"                 | 4:07    |  |
| 6.  | "Woman"                                         | 3:45    |  |
| 7.  | "Most of All"                                   | 4:00    |  |
| 8.  | "Goodnight My Love"                             | 5:08    |  |
| 9.  | "Please, Please, Please"                        | 6:54    |  |

## Créditos
- James Brown - vocais, arranjos
- Dave Matthews - arranjos
- Bob Both - supervisor de gravação, engenheiro
- David Stone, Major Little - engenheiro
- Michael Doret - artwork